# Robertti Gamarra
Robertti Gamarra Acosta (Tavaí, departamento de Caazapá: 17 de abril de 1967) es un escritor hispanoparaguayo que lleva más de 35 años viviendo en Madrid, España, donde ha desarrollado toda su carrera literaria. Hasta el momento, ha publicado ocho novelas y un ensayo.
Más allá de escribir, es creador y conductor del programa de radio Cultu-reto en la emisora Punto del Plata FM, en Madrid.
Sus obras se caracterizan por su marcado acento latinoamericano, centrándose en personajes, paisajes y costumbres de su país natal, Paraguay, así como de Argentina y Uruguay. Sus relatos describen a la sociedad latinoamericana y sus realidades sociales, económicas y políticas.
Su novela El altar del milagro fue traducida al inglés y publicada en la India con el título The Altar of Miracle en 2023, recibiendo una acogida positiva en la India por las similitudes culturales con los temas abordados.

## Biografía
Robertti Gamarra es el segundo de cuatro hermanos de una familia dedicada a la agricultura. A finales de la década de 1970, se trasladó al este del país, a la actual Ciudad del Este (entonces conocida como Puerto Presidente Stroessner), donde cursó la educación primaria en la Escuela Graduada 354 y la secundaria en el Colegio Centro Regional de Educación y el Colegio Gimnasio del Saber.
A mediados de la década de 1980, se trasladó a Asunción, donde estudió Teatro y Televisión en la Universidad Católica de Asunción. En 1990 viajó a Montevideo, Uruguay, donde colaboró con el Movimiento 26 de Marzo y trabajó en el departamento de audiovisuales del Centro Cultural Urusué (Uruguay-Suecia). Durante este período, participó en el seguimiento del Movimiento de los Sin Tierra en la frontera entre Brasil y Uruguay, cerca de la ciudad de Rivera.
Durante este tiempo, colaboró en distintos programas de radio y televisión, especialmente en la producción de documentales para Canal 8 de Ciudad del Este.
En 1991 se trasladó a Madrid, España, donde se ha desempeñado en el ámbito del emprendimiento y la innovación. Ha participado en diversas campañas promovidas por la Comunidad de Madrid, como Muévete con África, BiblioMetro y Libros Solidarios, esta última enfocada en la creación de más de 200 bibliotecas públicas en distintos países.
En 2014 publicó su primera novela, El abrevadero de las bestias, un relato basado en el atentado del 11 de marzo de 2004 en Madrid.
En 2025 publicó su última novela, Secreta voluntad de morir, editada por Huso Editorial. La obra está ambientada en Asunción durante la dictadura de Alfredo Stroessner y narra la historia de Celso, un niño de diez años cuya familia se ve afectada por el atentado que acabó con la vida del dictador nicaragüense Anastasio Somoza Debayle en 1980. La novela retrata cómo la violencia política y la represión influyen en la infancia, destacando la imaginación como refugio frente al miedo y el trauma.
La crítica especializada valoró positivamente el enfoque narrativo. La revista Caracol de Tinta la describió como "una historia conmovedora sobre la infancia en tiempos de opresión, donde los silencios pesan más que las palabras y la memoria se convierte en el único acto de resistencia posible". Por su parte, La Revista de Valdemoro destacó que se trata de "una lectura recomendada para quienes buscan una combinación de historia, política y la sensibilidad de un niño enfrentando la pérdida y la opresión con una imaginación desbordante".
En 2020 se formó como técnico experto en guion de cine y televisión, obteniendo el título de guionista profesional a través de Esneca Business School.

## Obras
- El Abrevadero de las Bestias (Editorial Libros.com, 2014)[7]

- Cruzar la Montaña Partida (Editorial Seleer, 2015)
- Interés Productivo (Editorial Letras de Plata, 2017)
- Las Botas del Rey (Ediciones, Salamanca, 2015)[10]
- El Destino no Tiene Puerta de Salida (Editorial Libros.com, 2019)
- El Altar del Milagro (Editorial Entrelíneas, 2021)
- The Altar of Miracle (Editorial Leadstart Inkstate, Mumbai, India, 2023)[11]
- Hilo Infinito (Editorial Entrelíneas, 2023)
- Secreta voluntad de morir (Huso Editorial, 2025)